# Ghostlight
| Críticas profissionais | Críticas profissionais |
| Avaliações da crítica  | Avaliações da crítica  |
| Fonte                  | Avaliação              |
| ---------------------- | ---------------------- |
| Sputnik Music          | [ 1 ]                  |

Ghostlight é o nono álbum de estúdio da banda finlandesa de rock Poets of the Fall. Foi lançado sob o selo Playground Music em 29 de abril de 2022.
O álbum é a conclusão de uma trilogia temática de álbuns, composta por Clearview, Ultraviolet e Ghostlight. De acordo com a banda, Ghostlight incorpora a ideia de metamorfose, vitórias contra as dificuldades, de aceitação e tornando-se inteiro. O primeiro single lançado foi "Requiem for My Harlequin".

## Faixas
- Todas as músicas compostas por Poets of the Fall.

| N.º            | Título                     | Duração |  |
| 1.             | "Firedancer"               | 6:20    |  |
| 2.             | "Requiem For My Harlequin" | 5:37    |  |
| 3.             | "Sounds Of Yesterday"      | 5:23    |  |
| 4.             | "Revelations"              | 6:03    |  |
| 5.             | "Heroes And Villains"      | 5:10    |  |
| 6.             | "Lust For Life"            | 4:26    |  |
| 7.             | "Chasing Echoes"           | 4:18    |  |
| 8.             | "Weaver Of Dreams"         | 5:55    |  |
| 9.             | "Hello Cabaret"            | 5:47    |  |
| 10.            | "Beyond The Horizon"       | 6:28    |  |
| Duração total: | Duração total:             | 55:27   |  |

## Créditos
- Marko Saaresto - Vocais
- Jaska Mäkinen - Guitarra
- Olli Tukiainen - Guitarra
- Markus Kaarlonen - Teclados
- Jani Snellman - Baixo elétrico
- Jari Salminen - baterias

## Desempenho nas paradas musicais
| Ano  | Parada Musical          | Desempenho | Ref.  |
| ---- | ----------------------- | ---------- | ----- |
| 2022 | Suomen virallinen lista | 2          | [ 5 ] |